# くたばれ!ユナイテッド -サッカー万歳!-
『くたばれ!ユナイテッド -サッカー万歳!-』（The Damned United）は、2009年のイギリスの映画。デイヴィッド・ピースによる『The Damned Utd』を原作とし、イングランド・サッカー界に、偉大なる功績を残した名将ブライアン・クラフの、苦難と栄光の姿を描く。トム・フーパーが監督し、マイケル・シーンがブライアン・クラフを演じた。『英国王のスピーチ』（2010年）で、第83回アカデミー賞の監督賞を受賞した、トム・フーパーの作品。

## あらすじ
イングランド2部リーグ、“ダービー・カウンティ”の監督のブライアン・クラフはコーチのピーター・テイラーと共に低迷するチームを率い、FAカップに挑んでいた。
3回戦、ダービーの相手は1部リーグの強豪“リーズ・ユナイテッド”に決まり、クラフはリーズを万全の態勢で迎える。
しかし、試合には惨敗して、クラフはリーズの監督ドン・レヴィーに挨拶すらしてもらえなかった。屈辱を受けたクラフは、1部で対等に戦うために選手の補強を強行する。その後、ダービーは快進撃を続け、ついに1部リーグ優勝を果たすが、会長サム・ロングサンとの確執によりクラフとテイラーは解任されてしまう。
その後、クラフがリーズの監督として迎えられることになり、その際に意見が対立したテイラーとは袂を分かつことになる。前監督のレヴィーが、イングランド代表監督に就任したための抜擢だったのだが、クラフはレヴィーの下で輝いた成績を残したチームを自分ならさらに素晴らしいものに出来ると豪語する。
盟友でありコーチでもあったテイラーなしで乗り込んだクラフだったが、自信過剰発言や行き過ぎた行動で、選手達との溝が出来てしまい、成績を残せないでいた。

## キャスト
| 役名                     | 俳優                       |
| ------------------------ | -------------------------- |
| ブライアン・クラフ       | マイケル・シーン           |
| ピーター・テイラー       | ティモシー・スポール       |
| サム・ロングサン         | ジム・ブロードベント       |
| ドン・レヴィー           | コルム・ミーニイ           |
| ジミー・ゴードン         | モーリス・ローヴ           |
| ビリー・ブレムナー       | スティーヴン・グレアム     |
| ジョニー・ジャイルズ     | ピーター・マクドナルド     |
| マニー・カッシンス       | ヘンリー・グッドマン       |
| サム・ボルトン           | デヴィッド・ローパー       |
| オースティン・ミッチェル | マーク・ベイズリー         |
| ジョン・オヘア           | マーティン・コムストン     |
| デヴィッド・マッカイ     | ブライアン・マッカーディー |

- 字幕翻訳:小寺陽子

## 製作
2006年に発表された、デイヴィッド・ピースの小説”The Damned Utd”を基にピーター・モーガンが脚色した。監督のトム・フーパーは、人気はあるものの映画の世界ではあまり日本には馴染みのいない、イングランド・サッカー界の裏話やイギリス人気質などを、当時のフィルム映像やユニフォームを細かく再現し丹念に描写した。
リアリティを出すため、選手役の俳優は元サッカー経験者によって構成され、趣のある木の座席や立ち見席が残っているチェスターフィールドFCの球技場が使用された。